# 奥卡姆
奥卡姆（Ockham）是英国英格兰薩里郡吉尔福德区的一个村庄，2011年人口为420人。其名称在11世纪《末日审判书》中首次出现。知名人物有中世纪哲学家奥卡姆的威廉。